# 宮古神社
宮古神社（みやこじんじゃ）は、沖縄県宮古島市に鎮座する神社である。日本最南端の神社である。

## 祭神
- 熊野三神
  - 伊弉冉尊
  - 速玉男尊
  - 事解男尊
- 豊見親三神
  - 目黒盛定政命（目黒盛豊見親）
  - 與那覇恵源命（与那覇勢頭豊見親）
  - 仲宗根玄雅命（仲宗根豊見親）

豊見親三神は、かつて宮古島を統治した3人の豊見親（首長の尊称）を神としたものである。

## 由緒
由来記などによると、1590年（天正18年）、平良大首里大屋子が首里城へ貢納品を納めた帰路に海難に遭って漂流し朝鮮へ漂着した。朝鮮では異国の賊と見做されて斬られそうになったが、故国の神に祈り、地面に「琉球」と書いたところ、漸く琉球からの漂着民であることが認められて5年間手厚く保護され、更に北京に送られて3年後に、琉球からの進貢船に乗って8年後に無事帰島することができた。このことを神のおかげとして、沖縄本島の波上宮より熊野三神を勧請し、宮古権現堂を建立した。1611年（慶長16年）、薩摩藩による先島検地の際、上奏により瓦葺に改築。以後、琉球処分に至るまで公費をもって管理された。
1925年（大正14年）に豊見親二柱（與那覇恵源命（与那覇勢頭豊見親）及び仲宗根玄雅命（仲宗根豊見親））を祭る町社・宮古神社が創建された。
1940年（昭和15年）に紀元二千六百年記念事業として、当時荒廃していた両社を合わせた新・宮古神社の建立が決定し、県社への昇格を目指し奉賛会を組織。1941年（昭和16年）、宮古権現堂を宮古神社に改称し、町社・宮古神社の二柱の神を増祀。境内地を西里5番地（現在の境内地）に移し、1944年（昭和19年）に新・宮古神社へ遷座が行われた。県社昇格が内定したが、戦災炎上。漲水御嶽に祭神を一時遷祀。1956年（昭和31年）、目黒盛定政命（目黒盛豊見親）を増祀。1980年（昭和55年）、旧境内地（西里1番地）に本殿、拝殿を再興し、遷座祭を斎行。
社殿の老朽化、宮古島市の誕生などの節目を迎え、2008年（平成19年）、「宮古神社御造営奉賛会」を組織。平成の御造営に向けて活動を開始する。2010年（平成22年）に、かつての境内地である西里5番地に新社殿が竣工、6月25日に遷座祭を斎行した。

## 社殿
本殿は赤瓦葺き。本殿及び二の鳥居には、ラオス産の千年木が用いられている。本殿の両脇には、鉄筋コンクリート造平屋赤瓦葺きの社務所及び休憩所が設けられている。